# William Greider
William Greider (* 6. August 1936 in Cincinnati; † 25. Dezember 2019 in Washington, D.C.) war ein US-amerikanischer Redakteur und Buchautor.

## Leben
Aufgewachsen in Wyoming, Ohio, besuchte er die örtlichen Schulen und ab 1958 die Princeton-Universität. Nach seinem Ausscheiden aus der Army arbeitete Greider zunächst für das Wheaton Daily Journal sowie das Times- und Courier Journal. Darauf folgten fast 15 Jahre, die er als Korrespondent und später Kolumnist bei der Washington Post verbrachte.
Von den frühen 1980er Jahren bis ins Jahr 1999 erschien regelmäßig eine Kolumne Greiders im Rolling Stone Magazine. Später arbeitete er als Korrespondent für nationale Angelegenheiten bei The Nation, einer großen amerikanischen politischen Wochenzeitung.
In seinen Büchern, vor allem in The Soul of Capitalism: Opening Paths to A Moral Economy, beschäftigte sich Greider mit sozialen und moralischen Aspekten von Kapitalismus, Industrialisierung und Globalisierung.
Für sein meist rezipiertes Buch One World, Ready or Not: The Manic Logic of Global Capitalism wurde er von Paul Krugman 1999 kritisiert und als Accidental Theorist bezeichnet.

## Werke
- Secrets of the Temple: How the Federal Reserve Runs the Country. Simon & Schuster, 1987, ISBN 067147989X.
- Who Will Tell the People: The Betrayal of American Democracy. Simon & Schuster, 1992, ISBN 067168891X.
- One World, Ready or Not: The Manic Logic of Global Capitalism. Simon & Schuster, 1997, ISBN 0684811413.
  - deutsch: Endstation Globalisierung. Der Kapitalismus frißt seine Kinder. Aus dem Amerikanischen von Bea Reiter. Heyne-Verlag, München 1998, ISBN 3-453-13854-6.
- Fortress America: The American Military and the Consequences of Peace. Public Affairs, 1998, ISBN 1891620096.
- The Soul of Capitalism: Opening Paths to A Moral Economy. Simon & Schuster, 2003, ISBN 0684862190.
- Come Home, America: The Rise and Fall (And Redeeming Promise) Of Our Country. Rodale 2009, ISBN 978-1594868160.